# Katarzyna Dulian
Katarzyna Dulian (ur. 28 lipca 1987 roku w Raciborzu) – polska pływaczka, specjalizująca się w stylu klasycznym. Na Mistrzostwach Europy w Trieście w 2005 zdobyła srebrny medal na 200 m stylem klasycznym.
Jest aktualną rekordzistką Polski na dystansie 200 m stylem klasycznym, którego czas wynosi 2. 23, 24 i jest o 0, 70 s lepszy od poprzedniego rekordu kraju ustanowionego 29 marca 1998 roku w Koszalinie przez Alicję Pęczak, który wynosił 2. 23, 94.
Katarzyna Dulian trenowała w USA na uczelni Texas A&M University. Jej ostatnim klubem była Victoria Racibórz SR. Udziałem w IX Międzynarodowych Zawodach Pływackich o Puchar Prezesa Klubu Sportowego Victoria Racibórz w 2012 zakończyła karierę.

## Osiągnięcia
- Mistrzostwa Europy Triest 2005 - srebrny medal
- MŚ w Montrealu 2005 - piąte miejsce

## Rekordy Polski
- 200 m stylem klasycznym (plywalnia 25-metrowa), czas 2. 23, 24
- 200 m stylem klasycznym (plywalnia 50-metrowa), czas 2:27,85